# Гусак, Ярослав Евгеньевич
Ярослав Евгеньевич Гусак (укр. Ярослав Євгенович Гусак; род. 1960) — советский и украинский спортсмен и тренер; Мастер спорта СССР (1979), Мастер спорта СССР международного класса (1983).

## Биография
Родился 27 апреля 1960 года во Львове Украинской ССР.
В 1986 году окончил Львовский институт физкультуры (ныне Львовский государственный университет физической культуры). Выступал в составе сборной команды СССР по стрельбе из лука в 1983—1992 годах. Представлял спортивные общества города Львова — «Авангард» (1979—1986), СКА (1986-94), «Гарт» (1995—2003). Его тренерами были О. Ильяшенко, М. Гавелко, Б. Биленко.
С 1995 года Я. Е. Гусак — старший преподаватель Львовского медицинского университета, одновременно — тренер по стрельбе из лука студенческого клуба «Гарт». С 2005 года — тренер паралимпийской команды лучников Украины. В Львовском медицинском университете тренирует лучника Богдана Кищака.

## Спортивные достижения
- Чемпион Европы (Дания, 1985 и Греция, 1989) в командном зачёте[5].
- Серебряный призёр чемпионата Европы (Греція 1989) в личном зачёте.
- Владелец Кубков Европы в личном (1987, 1989, 1991) и командном (1987) зачётах.